# نشویتس
نشویتس (به آلمانی: Neschwitz) یک شهر در آلمان است که در باوتسن واقع شده‌است. نشویتس ۲٬۵۶۵ نفر جمعیت دارد.